# Temporada da CART World Series de 1981
A Temporada de 1981 da CART foi a terceira da história da categoria.
O campeonato consistiu em 11 corridas, começando em Avondale, Arizona, em 22 de março e terminando no mesmo local no dia 31 de outubro. O campeão dos pilotos da World Series foi Rick Mears, apesar de ter perdido a 2ª rodada em Milwaukee devido a contusões sofridas nas 500 Milhas de Indianápolis. O novato (rookie) do ano foi Bob Lazier. Após o desentendimento com a USAC durante a temporada anterior, a 65º 500 Milhas de Indianápolis não fazia parte da Série, no entanto, nenhuma corrida concorrente foi programada e a maioria das equipes e pilotos da CART participaram.
Essa temporada marcou a primeira pole position de um piloto não-americano, façanha essa conquistada pelo australiano Geoff Brabham, filho do tricampeão da Fórmula-1 Jack Babham.

## Pilotos e construtores
The following teams and drivers competed for the 1981 CART World Series.
| Equipes                  | Chassis                                   | Motores                                     | #  | Pilotos                | Corridas                 |
| ------------------------ | ----------------------------------------- | ------------------------------------------- | -- | ---------------------- | ------------------------ |
| Chaparral Cars           | Chaparral                                 | Cosworth                                    | 1  | Johnny Rutherford      | All                      |
| Jerry O'Connell Racing   | Phoenix                                   | Cosworth                                    | 2  | Tom Sneva              | 1                        |
| Jerry O'Connell Racing   | Phoenix                                   | Cosworth                                    | 32 | Kevin Cogan            | 2-3, 5-7                 |
| Bignotti-Cotter Racing   | March (5-11) Phoenix (2)                  | Cosworth                                    | 2  | Tom Sneva              | All except 1 and 3-4     |
| Bignotti-Cotter Racing   | Phoenix                                   | Cosworth                                    | 21 | Salt Walther           | 5                        |
| Team Penske              | Penske                                    | Cosworth                                    | 3  | Bobby Unser            | All                      |
| Team Penske              | Penske                                    | Cosworth                                    | 6  | Rick Mears             | All except 2             |
| Team Penske              | Penske                                    | Cosworth                                    | 7  | Bill Alsup             | All except 1 and 8-9     |
| Morales Motorsports      | Penske (all except 2, 9) Lightning (2, 9) | Cosworth                                    | 5  | Pancho Carter          | All                      |
| Morales Motorsports      | Lightning                                 | Cosworth                                    | 75 | Steve Chassey          | 4                        |
| Longhorn Racing          | Longhorn (All except 8) Eagle (8)         | Cosworth                                    | 8  | Al Unser               | All                      |
| Rhoades Competition      | Wildcat                                   | Cosworth                                    | 12 | Dennis Firestone       | 3                        |
| Rhoades Competition      | Wildcat                                   | Cosworth                                    | 12 | Gary Bettenhausen      | 5, 7                     |
| Rhoades Competition      | Wildcat                                   | Cosworth                                    | 12 | Gordon Smiley          | 6, 10-11                 |
| Gilmore Racing           | Coyote                                    | Cosworth                                    | 14 | A. J. Foyt             | 5                        |
| Tempero Racing           | McLaren                                   | Chevrolet                                   | 15 | Bill Tempero           | All except 2             |
| Bettenhausen Racing      | McLaren (1-6) Longhorn (7) Phoenix (8-11) | Cosworth                                    | 16 | Tony Bettenhausen, Jr. | All except 1             |
| Leader Card Racing       | Watson                                    | Cosworth (All except 7-8) Offenhauser (7-8) | 22 | Dick Simon             | All except 3-4.          |
| Leader Card Racing       | Watson                                    | Cosworth (All except 7-8) Offenhauser (7-8) | 22 | Spike Gehlhausen       | 3-4                      |
| Patrick Racing           | Wildcat                                   | Cosworth                                    | 20 | Gordon Johncock        | All                      |
| Patrick Racing           | Wildcat                                   | Cosworth                                    | 40 | Mario Andretti         | 1-4, 8-9, 11             |
| Patrick Racing           | Wildcat                                   | Cosworth                                    | 40 | Steve Krisiloff        | 5, 7                     |
| Brayton Racing           | Penske                                    | Cosworth                                    | 21 | Mike Mosley            | 11                       |
| Brayton Racing           | Penske                                    | Cosworth                                    | 21 | Chip Ganassi           | 12                       |
| Brayton Racing           | Penske                                    | Cosworth                                    | 37 | Scott Brayton          | All                      |
| McElreath Racing         | Eagle                                     | Offenhauser (1, 9-11)Chevrolet (8)          | 23 | Jim McElreath          | 1, 8-11                  |
| Luxury Racers            | Kingfish                                  | Chevrolet                                   | 24 | Wally Pankratz         | 6                        |
| Luxury Racers            | Kingfish                                  | Chevrolet                                   | 65 | Wally Pankratz         | 11                       |
| Buick Racing             | Eagle                                     | Chevrolet                                   | 26 | Jim Buick              | 1                        |
| Buick Racing             | Eagle                                     | Chevrolet                                   | 86 | Jim Buick              | 2-5                      |
| Menard Racing            | Lightning (1-8) Eagle (9-11)              | Chevrolet                                   | 28 | Herm Johnson           | All except 1-2, 4, and 8 |
| Beaudoin Racing          | McLaren                                   | Cosworth                                    | 29 | Billy Engelhart        | 2, 5, 7                  |
| Machinists Union Racing  | Penske                                    | Cosworth                                    | 31 | Larry Dickson          | All except 1             |
| Theodore Racing          | McLaren (5, 10-11) March (6)              | Cosworth                                    | 33 | Vern Schuppan          | 5-6, 10-11               |
| Wysard Racing            | Eagle                                     | Cosworth                                    | 34 | Hurley Haywood         | 6, 9-10                  |
| Wysard Racing            | Eagle                                     | Cosworth                                    | 34 | Johnny Parsons         | 11                       |
| Bob Fletcher Racing      | Penske (1-6) March (7-11)                 | Cosworth                                    | 35 | Bob Lazier             | All                      |
| Karl Racing              | McLaren (1) Karl (2-7, 9-10)              | Chevrolet                                   | 38 | Jerry Karl             | All except 8 and 11      |
| Alsup Racing             | Penske                                    | Cosworth                                    | 41 | Bill Alsup             | 1, 8-9                   |
| Alsup Racing             | McLaren                                   | Chevrolet                                   | 47 | Phil Caliva            | 3-7, 11                  |
| Frey Racing              | Eagle                                     | Offenhauser                                 | 42 | Bob Frey               | 1                        |
| Frey Racing              | Eagle                                     | Offenhauser                                 | 71 | Bob Frey               | 2, 5                     |
| Rattlesnake Racing       | Watson                                    | Offenhauser                                 | 42 | Billy Vukovich II      | 5-6, 8, 10               |
| AMI Racing               | Armstrong                                 | Cosworth                                    | 43 | Greg Leffler           | 11                       |
| AMI Racing               | Lola                                      | Cosworth                                    | 45 | Harry MacDonald        | 5                        |
| Rager Racing             | Wildcat                                   | Chevrolet                                   | 44 | Roger Rager            | 11                       |
| Rager Racing             | Wildcat                                   | Chevrolet                                   | 66 | Roger Rager            | 5-9                      |
| Rager Racing             | Wildcat                                   | Chevrolet                                   | 66 | Orio Trice             | 10                       |
| All American Racers      | Eagle                                     | Chevrolet                                   | 48 | Mike Mosley            | 2-3, 5, 7-8, 11          |
| All American Racers      | Eagle                                     | Chevrolet                                   | 48 | Geoff Brabham          | 6, 10                    |
| All American Racers      | Eagle                                     | Chevrolet                                   | 48 | Rocky Moran            | 9                        |
| Space Racing             | Eagle                                     | Cosworth                                    | 49 | Chip Mead              | 5, 11                    |
| Garza Racing             | Penske                                    | Cosworth                                    | 54 | Geoff Brabham          | 1                        |
| Garza Racing             | Penske                                    | Cosworth                                    | 54 | Josele Garza           | 2                        |
| Garza Racing             | Penske                                    | Cosworth                                    | 55 | Josele Garza           | All except 2             |
| Gohr Racing              | Penske                                    | Chevrolet                                   | 56 | Tom Bigelow            | 3, 5, 7-8, 11            |
| Metro Racing             | McLaren                                   | Offenhauser                                 | 57 | Cliff Hucul            | 2, 5, 8                  |
| Hamilton Racing          | Riley                                     | Chevrolet                                   | 63 | Ken Hamilton           | 6, 11                    |
| Jet Engineering          | Eagle                                     | Chevrolet                                   | 64 | Steve Chassey          | All except 4 and 10      |
| Mergard Racing           | McLaren (2, 9) IAM (10)                   | Chevrolet (2, 9) Donovan (10)               | 67 | Phil Threshie          | 2                        |
| Mergard Racing           | McLaren (2, 9) IAM (10)                   | Chevrolet (2, 9) Donovan (10)               | 67 | Teddy Pilette          | 9-10                     |
| Hodgdon Racing           | Penske                                    | Cosworth                                    | 72 | Michael Chandler       | 5                        |
| Hodgdon Racing           | Penske                                    | Cosworth                                    | 74 | Michael Chandler       | 6, 10-11                 |
| Davis Racing             | Wildcat                                   | Offenhauser (3-4, 7-9, 11) Chevrolet (6)    | 77 | Ross Davis             | 3-4, 6-9, 11             |
| Joe Hunt Magneto         | Eagle                                     | Chevrolet (1, 6, 10) Offenhauser (11)       | 89 | Phil Krueger           | 1, 6, 10-11              |
| Intercomp                | Penske                                    | Offenhauser (2, 6-7) Chevrolet (11)         | 92 | John Mahler            | 2, 6-7, 11               |
| Grupo-Acypsa             | Penske                                    | Offenhauser                                 | 93 | Michel Jourdain        | 10                       |
| Whittington Bros. Racing | March                                     | Cosworth                                    | 94 | Bill Whittington       | 5                        |
| Cannon Racing            | Wildcat                                   | Offenhauser                                 | 95 | Larry Cannon           | 1                        |
| Cannon Racing            | Wildcat                                   | Offenhauser                                 | 95 | Herm Johnson           | 4                        |
| Cannon Racing            | Wildcat                                   | Offenhauser                                 | 96 | Tom Frantz             | 1                        |
| Cannon Racing            | Wildcat                                   | Offenhauser                                 | 96 | Dick Ferguson          | 5                        |
| Cannon Racing            | Wildcat                                   | Offenhauser                                 | 99 | Larry Cannon           | 2-5                      |
| Cannon Racing            | Wildcat                                   | Offenhauser                                 | 99 | Dick Ferguson          | 6-7, 10-11               |
| Vetrock Racing           | Eagle                                     | Chevrolet                                   | X  | Dean Vetrock           | 2                        |
| Ohio Racing Associates   | Longhorn                                  | Cosworth                                    | X  | Steve Krisiloff        | 8                        |

## Calendário
| #  | Data           | Grânde Prêmio           | Circuito                          | Local                  |
| -- | -------------- | ----------------------- | --------------------------------- | ---------------------- |
| 1  | 22 de Março    | Kraco Car Stereo 150    | O Phoenix International Raceway   | Avondale, Arizona      |
| NC | 24 de Maio     | Indianapolis 500        | O Indianapolis Motor Speedway     | Indianapolis, Indiana  |
| 2  | 8 de Junho     | Gould Rex Mays Classic  | O Milwaukee Mile                  | West Allis, Wisconsin  |
| 3  | 21 de Junho    | Kraco Twin 125          | O Atlanta Motor Speedway          | Hampton, Georgia       |
| 4  | 21 de Junho    | Kraco Twin 125          | O Atlanta Motor Speedway          | Hampton, Georgia       |
| 5  | 25 de Julho    | Norton Michigan 500     | O Michigan International Speedway | Brooklyn, Michigan     |
| 6  | 30 de Agosto   | Los Angeles Times 500   | R Riverside International Raceway | Riverside, California  |
| 7  | 5 de Setembro  | Tony Bettenhausen 200   | O Milwaukee Mile                  | West Allis, Wisconsin  |
| 8  | 20 de Setembro | Detroit News Grand Prix | O Michigan International Speedway | Brooklyn, Michigan     |
| 9  | 4 de Outubro   | Watkins Glen 200        | R Watkins Glen International      | Watkins Glen, New York |
| 10 | 18 de Outubro  | I Copa México 150       | R Autódromo Hermanos Rodríguez    | Mexico City, Mexico    |
| 11 | 8 de Novembro  | Miller High Life 150    | O Phoenix International Raceway   | Avondale, Arizona      |

### Resultado das corridas
| #  | Grande Prêmio              | Pole Position     | Piloto vencedor   | Equipe vencedora    | Duração |
| -- | -------------------------- | ----------------- | ----------------- | ------------------- | ------- |
| 1  | Kraco Car Stereo 200       | Bobby Unser       | Johnny Rutherford | Chaparral           | 1:17:08 |
| NC | Indianapolis 500-Mile Race | Bobby Unser       | Bobby Unser       | Team Penske         | 3:35:42 |
| 2  | Gould-Rex Mays 150         | Gordon Johncock   | Mike Mosley       | All American Racers | 1:19:03 |
| 3  | Kraco Twin 125             | Johnny Rutherford | Rick Mears        | Team Penske         | 0:51:29 |
| 4  | Kraco Twin 125             | Rick Mears        | Rick Mears        | Team Penske         | 0:45:20 |
| 5  | Norton Michigan 500        | Tom Sneva         | Pancho Carter     | Alex Foods          | 3:45:45 |
| 6  | Los Angeles Times 500      | Geoff Brabham     | Rick Mears        | Team Penske         | 2:43:40 |
| 7  | Tony Bettenhausen 200      | Johnny Rutherford | Tom Sneva         | Bignotti-Cotter     | 1:41:41 |
| 8  | Detroit News Grand Prix    | Rick Mears        | Rick Mears        | Team Penske         | 1:10:30 |
| 9  | Watkins Glen 150           | Mario Andretti    | Rick Mears        | Team Penske         | 1:52:17 |
| 10 | II Copa Mexico 150         | Bobby Unser       | Rick Mears        | Team Penske         | 1:24:48 |
| 11 | Miller High Life 150       | Bobby Unser       | Tom Sneva         | Bignotti-Cotter     | 1:20:10 |

## Classificação
| #   | Piloto                | PHX1 | MIL1 | ATL1 | ATL2 | MIC1 | RIR | MIL2 | MIC2 | WTG | MXC | PHX2 | Pts |
| --- | --------------------- | ---- | ---- | ---- | ---- | ---- | --- | ---- | ---- | --- | --- | ---- | --- |
| 1   | Rick Mears            | 4    |      | 1    | 1*   | 3    | 1*  | 2    | 1    | 1   | 1   | 8    | 304 |
| 2   | Bill Alsup            | 5    |      | 8    | 8    | 4    | 3   | 11   | 4    | 3   | 5   | 17   | 175 |
| 3   | Pancho Carter         | 7    | 20   | 5    | 5    | 1*   | 10  | 10   | 18   | 15  | 6   | 5    | 166 |
| 4   | Gordon Johncock       | 6    | 16   | 4    | 4    | 36   | 2   | 6    | 5    | 10  | 3   | 3    | 142 |
| 5   | Johnny Rutherford     | 1*   | 6    | 2*   | 3    | 22   | 21  | 4    | 20   | 2   | 26  | 21   | 120 |
| 6   | Tony Bettenhausen Jr. |      | 12   | 7    | 11   | 2    | DNS | 14   | 10   | 8   | 11  | 19   | 107 |
| 7   | Bobby Unser           | 2    | 21   | 13   | 6    | 16   | 9   | 3    | 7    | 17  | 15* | 2    | 99  |
| 8   | Tom Sneva             | 3    | 4    |      |      | 23   | 24  | 1*   | 19   | 21  | 20  | 1*   | 96  |
| 9   | Bob Lazier RY         | 12   | 13   | 17   | 9    | 10   | 5   | 16   | 13   | 4   | 4   | 13   | 92  |
| 10  | Al Unser              | 17   | 5    | 6    | 7    | 11   | 14  | 5    | 3    | 14  | 2   | 2    | 90  |
| 11  | Mario Andretti        | 11   | 3    | 3    | 2    |      |     |      | 2*   | 16* |     | 4    | 81  |
| 12  | Tom Bigelow           |      | 9    |      |      | 5    |     | 24   | 9    |     |     | 11   | 60  |
| 13  | Scott Brayton R       | 15   | 11   | 9    | 10   | 7    | 8   | 21   | 24   | 20  | 23  | DNQ  | 57  |
| 14  | Larry Dickson         |      | 10   | 10   | 12   | 9    | 16  | 12   | 8    | 7   | 22  | DNQ  | 49  |
| 15  | Gary Bettenhausen     |      |      |      |      | 6    |     | 19   |      |     |     |      | 42  |
| 16  | Dick Simon            | 10   | 7    |      |      | 31   | 6   | 22   | 25   | 11  | 25  | 20   | 38  |
| 17  | Herm Johnson          |      | 22   | 22   | 17   | 33   | 7   | 13   |      | 9   | 8   | 9    | 38  |
| 18  | Mike Chandler         |      |      |      |      | 27   | 4   |      |      |     | 16  | DNQ  | 37  |
| 19  | Mike Mosley           |      | 1*   | DNS  |      | 18   |     | DNS  | 26   |     | 7   | 24   | 32  |
| 20  | Steve Chassey         | DNQ  | 24   | 23   | 22   | 20   | 15  | 15   | 12   | 5   |     | DNQ  | 31  |
| 21  | Josele Garza          | 21   | 14   | 12   | 18   | 19   | 12  | 8    | 23   | 24  | 18  | 6    | 30  |
| 22  | Phil Caliva           |      |      | 19   | 15   | 8    | DNS | DNS  |      |     |     | DNQ  | 27  |
| 23  | Kevin Cogan           |      | 2    | 16   |      | 28   | 11  | 23   |      |     |     |      | 23  |
| 24  | Dick Ferguson         |      |      |      |      | 30   | 18  |      | 6    |     | 10  | 7    | 20  |
| 25  | Steve Krisiloff       |      |      |      |      | 17   |     | 7    | 17   |     |     |      | 18  |
| 26  | Rocky Moran R         |      |      |      |      |      |     |      |      | 6   |     |      | 16  |
| 27  | Geoff Brabham R       | 9    |      |      |      |      | 19  |      |      |     | 9   |      | 14  |
| 28  | Jerry Karl            | 8    | 23   | 21   | 21   | 14   | 22  | 25   |      | 19  | 19  |      | 13  |
| 29  | Billy Engelhart       |      | 8    |      |      | 35   |     | 9    |      |     |     |      | 11  |
| 30  | Larry Cannon          | 20   | 15   | 11   | 20   | 12   |     |      |      |     |     |      | 10  |
| 30  | Roger Rager           |      |      |      |      | 13   | 13  | 18   | 21   | DNQ |     | DNQ  | 10  |
| 32  | Bill Tempero          | 18   |      | 15   | 14   | 34   | 28  | 17   | 15   | 23  | 12  | DNQ  | 7   |
| 33  | Phil Krueger R        | 14   |      |      |      |      | 20  |      |      |     | 14  | 16   | 6   |
| 33  | Bill Vukovich II      |      |      |      |      | 15   | DNQ |      | 14   |     | 27  |      | 6   |
| 35  | Gordon Smiley         |      |      |      |      |      | 25  |      |      | 18  |     | 10   | 5   |
| 36  | Jim McElreath         | 19   |      |      |      |      |     |      | 11   | DNQ | 13  | DNQ  | 4   |
| 36  | Ross Davis            |      |      | DNQ  | 19   |      | DNQ | DNS  | 16   | 13  |     | DNQ  | 4   |
| 36  | Vern Schuppan         |      |      |      |      | 24   | 17  |      |      |     | 21  | 15   | 4   |
| 36  | Jim Buick R           | 16   | 19   | 20   | 16   | DNS  |     |      |      |     |     |      | 4   |
| 40  | Hurley Haywood        |      |      |      |      |      | 26  |      |      | 12  | 17  |      | 3   |
| 41  | Spike Gehlhausen      |      |      | 14   | 13   |      |     |      |      |     |     |      | 2   |
| 41  | Bob Frey              | 13   | 17   |      |      | DNQ  |     |      |      |     |     |      | 2   |
| 41  | John Mahler           |      | 25   |      |      |      | 27  | 20   |      |     |     | DNQ  | 2   |
| 44  | Jerry Sneva           |      |      |      |      | DNS  |     |      |      |     |     | 12   | 1   |
| 44  | Chip Mead             |      |      |      |      | 29   |     |      |      |     |     | 14   | 1   |
| 44  | Phil Threshie         |      | 18   |      |      |      |     |      |      |     |     |      | 1   |
| 44  | Dennis Firestone      |      |      | 18   |      |      |     |      |      |     |     |      | 1   |
| 44  | Johnny Parsons        |      |      |      |      |      |     |      |      |     |     | 18   | 1   |
|     | Harry MacDonald       |      |      |      |      | 21   |     |      |      |     |     |      | 0   |
|     | Cliff Hucul           |      | 26   |      |      | 25   |     |      | 22   |     |     |      | 0   |
|     | Tom Frantz            | 22   |      |      |      |      |     |      |      |     |     |      | 0   |
|     | Teddy Pilette         |      |      |      |      |      |     |      |      | 22  |     |      | 0   |
|     | Ken Hamilton          |      |      |      |      |      | 23  |      |      |     |     |      | 0   |
|     | Greg Leffler          |      |      |      |      |      |     |      |      |     |     | 23   | 0   |
|     | Michel Jourdain       |      |      |      |      |      |     |      |      |     | 24  |      | 0   |
|     | A. J. Foyt            |      |      |      |      | 26   |     |      |      |     |     |      | 0   |
|     | Salt Walther          |      |      |      |      | 32   |     |      |      |     |     |      | 0   |
|     | Bill Whittington      |      |      |      |      | 37   |     |      |      |     |     |      | 0   |
| Pos | Driver                | PHX1 | MIL1 | ATL1 | ATL2 | MIC1 | RIR | MIL2 | MIC2 | WTG | MXC | PHX2 | Pts |

| Cor        | Significado               |
| ---------- | ------------------------- |
| Ouro       | Vencedor                  |
| Prata      | 2° Lugar                  |
| Bronze     | 3° Lugar                  |
| Verde      | 4° e 5° Lugar             |
| Azul Claro | 6° ao 10° Luigar          |
| Roxo       | Terminou (Fora do Top 10) |
| Púrpura    | Retirou-se (Ret)          |
| Rosa       | Não Qualificado (DNQ)     |
| Marrom     | Retirado (Wth)            |
| Preto      | Disqualificado (DSQ)      |
| Branco     | Não Largou (DNS)          |
| Sem Cor    | Não Participou (DNP)      |
| Sem Cor    | Não Competiu              |

| Notas   | Notas                    |
| ------- | ------------------------ |
| Bold    | Pole Position            |
| Italics | Volta Mais Rápida        |
| *       | Mais Voltas Na Liderança |
| RY      | Rookie do Ano            |
| R       | Rookie                   |

| Cor        | Significado               |
| ---------- | ------------------------- |
| Ouro       | Vencedor                  |
| Prata      | 2° Lugar                  |
| Bronze     | 3° Lugar                  |
| Verde      | 4° e 5° Lugar             |
| Azul Claro | 6° ao 10° Luigar          |
| Roxo       | Terminou (Fora do Top 10) |
| Púrpura    | Retirou-se (Ret)          |
| Rosa       | Não Qualificado (DNQ)     |
| Marrom     | Retirado (Wth)            |
| Preto      | Disqualificado (DSQ)      |
| Branco     | Não Largou (DNS)          |
| Sem Cor    | Não Participou (DNP)      |
| Sem Cor    | Não Competiu              |

| Notas   | Notas                    |
| ------- | ------------------------ |
| Bold    | Pole Position            |
| Italics | Volta Mais Rápida        |
| *       | Mais Voltas Na Liderança |
| RY      | Rookie do Ano            |
| R       | Rookie                   |